# Isla Cronenwett
La isla Cronenwett es una isla elevada, cubierta de hielo de unos 30 km de largo. Se encuentra entre la isla Vollmer y la isla Steventon en el archipiélago Marshall, frente a la Costa Saunders de la Tierra de Marie Byrd en la Antártida. Fue descubierta y delineada en forma aproximada a partir de fotografías aéreas tomadas por la Expedición Antártica Byrd, entre 1928 y 30. Fue denominada por el Comité Asesor de nombres Antárticos en honor al comandante W.R. Cronenwett, de la Marina de los Estados Unidos, oficial fotógrafo de la Operación Deep Freeze II, 1956–57, y Oficial de Información Pública del Grupo de Tareas 43.1 durante Deep Freeze 1962.